# イオン尾道店
イオン尾道店（イオンおのみちてん）は、広島県尾道市にかつて存在したイオンリテールが運営する総合スーパー (GMS)。
跡地に2020年9月18日に開業した「イオンスタイル尾道（イオンスタイルおのみち）」についても本項で記述する。

## 概要
東洋繊維尾道工場（旧・小西帆布、詳細後述）跡地に1979年（昭和54年）5月に株式会社ニチイ（後のマイカル）が「ニチイ尾道店」として開業した。ニチイとしては尾道市土堂1-11-7（山陽本線南側）からの移転開業であったが、尾道駅から徒歩圏内への大型商業施設の出店となり、出店に際しては地元商店街が自営商業者の「生業権」を掲げて法廷闘争を展開するなど激しい反対運動が繰り広げられた。
1994年6月25日にマイカルによるリブランドが行われ、当店の店名は「尾道サティ」へ変更された。さらにマイカルがイオンリテールに吸収合併されると同時に、営業していた「サティ」店舗を全て「イオン」へ転換したため、当店も2011年（平成23年）3月1日に「イオン尾道店」に変更された。
店舗の老朽化などにより、2019年2月28日19時30分を持って閉店、尾道市中心市街地からスーパーマーケットが消滅した。跡地はタカラレーベンが土地を一括取得、タカラレーベンとイオンリテール、DCMダイキ（当時、現・DCM）の3社による商住一体開発プロジェクト「尾道市天満町プロジェクト（仮称）」が進められ、イオンリテールとDCMダイキがそれぞれ店舗を新設し、タカラレーベンがマンション「レーベン尾道THE MID」を建設する。

### イオンスタイル尾道
建て替え後、2020年9月18日に、「イオンスタイル尾道」として跡地の一部に開業した。平屋建てで食品を主体とした生活必需品に限定した品揃えとなり、売場面積は3333㎡と建て替え前より縮小した。オンラインショップである「おうちでイオン イオンネットスーパー」で注文した商品を店舗で受け取りができる「店舗受け取りサービス」と、店内で購入した商品を当日中に自宅に配送する「その日に！トドくん、イオンの即日便」を実施する。
前日には隣接して「DCMダイキ尾道店」もオープン。同店舗は「DCMダイキ」名義では最後の新規店舗であり、2022年9月1日より店舗の公式名称を「DCM尾道店」に改称した（看板などの更新は店名変更に遅れて実施）。

### 当地の歴史
1894年（明治27年）に尾道市の近隣の織物業者への糸の販売を目的に「小西庄兵衛商店」を開業した小西庄兵衛が日露戦争の勃発を受けて織布の生産に参入し、「小西帆布」を開業したのが始まりである。この「小西帆布」は「折鶴印」の商標で知られ、鈴木商店の協力を得て関東地方にまで販路を拡大した。
「小西帆布」の創業者である小西庄兵衛は、1918年（大正7年）11月に石塚彦輔などと共に発起人となって横浜財界との共同出資で資本金150万円の「横浜帆布」を設立し、翌年1919年（大正8年）に「小西帆布」は「横浜帆布」に吸収合併されたため、「横浜帆布尾道工場」になった。
1943年（昭和18年）9月には「横浜帆布」が「東洋麻糸紡績」と合併して「東洋繊維」となったため、「東洋繊維尾道工場」になった。
この「東洋繊維」は第2次世界大戦中は軍需へ特化したため、1944年（昭和19年）3月に「東洋航空繊維」と改称した。
第2次世界大戦終了直後の1945年（昭和20年）10月に社名を「東洋繊維」に戻して漁網糸などの民需の生産へ事業転換をしている。

## 交通アクセス
- JR山陽本線尾道駅から徒歩で約5分。
- おのみちバスイオン前下車すぐ。

## 周辺
- エディオン尾道店
- 尾道市立日比崎小学校
- 山陽本線 尾道駅